# Wittring
Wittring (deutsch Wittringen) ist eine französische Gemeinde mit 741 Einwohnern (Stand 1. Januar 2022) im Département Moselle in der Region Grand Est (bis 2015 Lothringen).

## Geografie
Wittring liegt zehn Kilometer südöstlich von Saargemünd an einer markanten Schleife der Saar.

## Geschichte
Der Ort unterstand der Herrschaft Saargemünd in der ehemaligen Provinz Lothringen.
Das Gemeindewappen zeigt die früheren Herrschaftsverhältnisse über Wittring: die Rose ist das Symbol der Grafen von Eberstein, Herren im 16. und 17. Jahrhundert und der blaue Sparren steht für Joly de Morey, Herr im 18. Jahrhundert. Die Steine sind Attribute vdes Hl. Stephanus, des Schutzpatrons der Gemeinde,

### Bevölkerungsentwicklung
| Jahr      | 1962 | 1968 | 1975 | 1982 | 1990 | 1999 | 2007 | 2019 |
| Einwohner | 849  | 874  | 907  | 844  | 870  | 821  | 826  | 765  |

## Sehenswürdigkeiten
- Kirche Saint-Etienne, 1904 im neogotischen Stil errichtet
- Kapelle Notre-Dame aus dem Jahr 1884
- Gut Ferme Kremerich, 1846 wiederaufgebaut
- Casemate de Wittring aus dem Jahr 1938 als Teil der Maginot-Linie

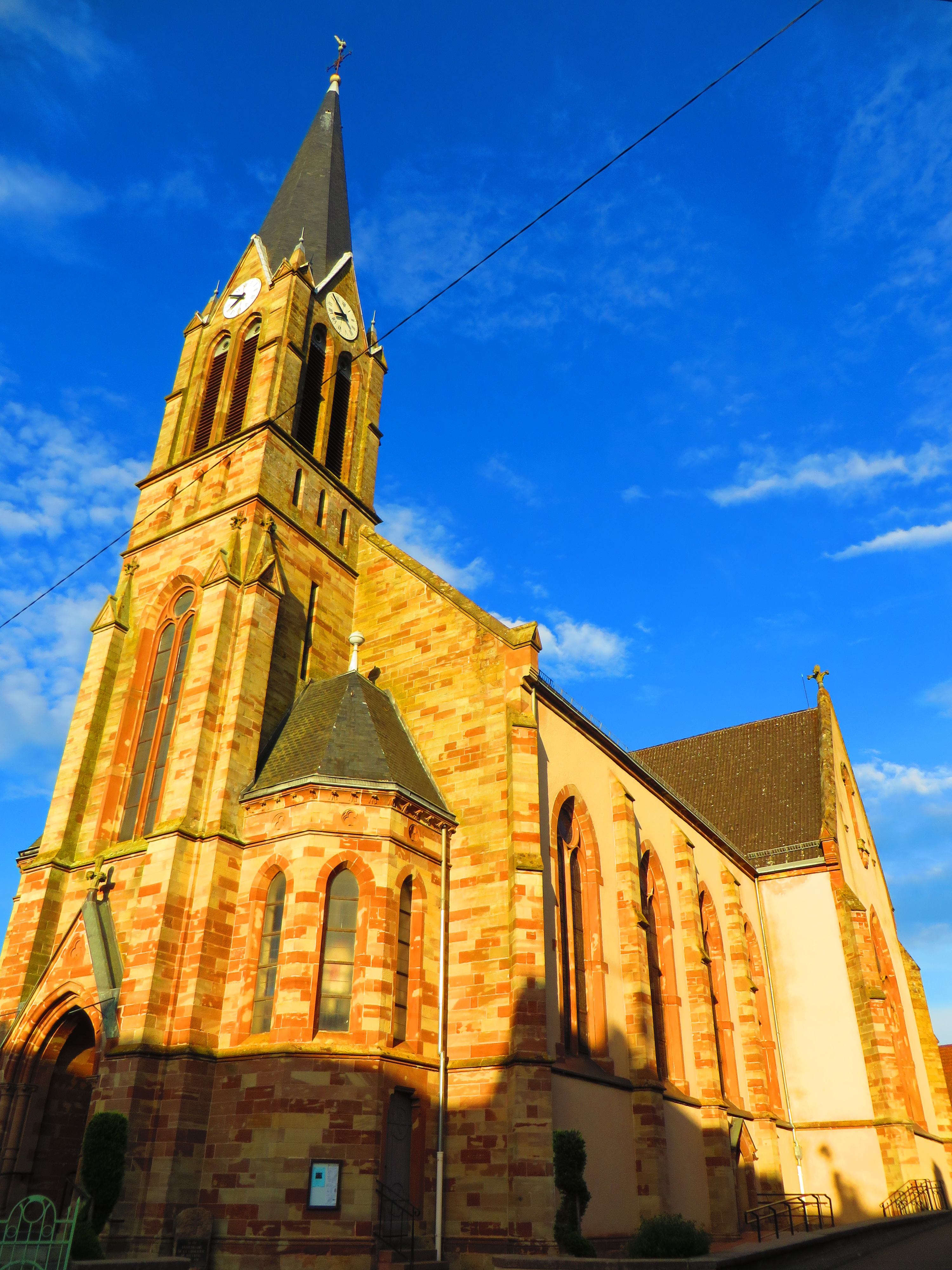
Kirche Saint-Étienne
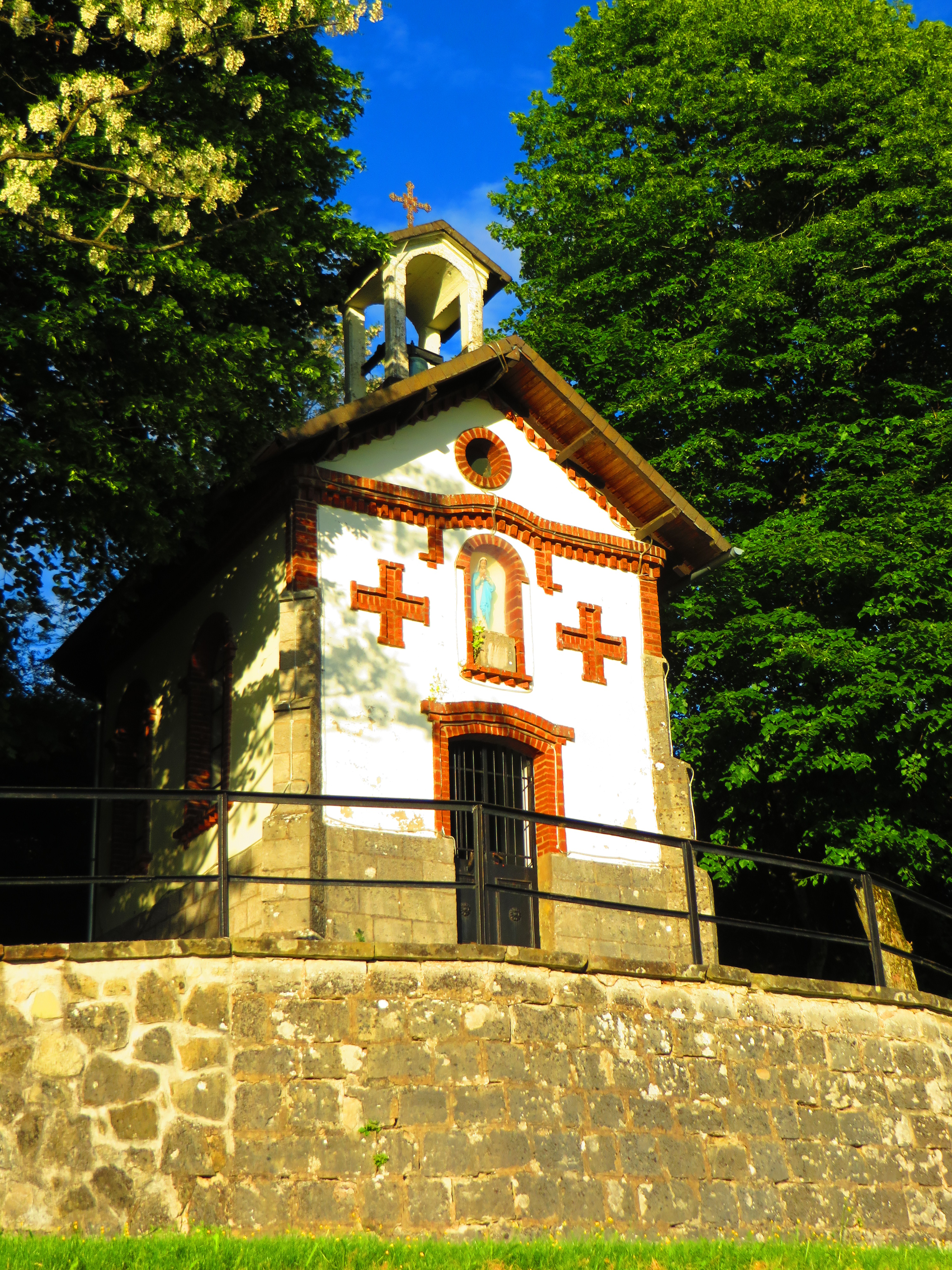
Kapelle Notre-Dame
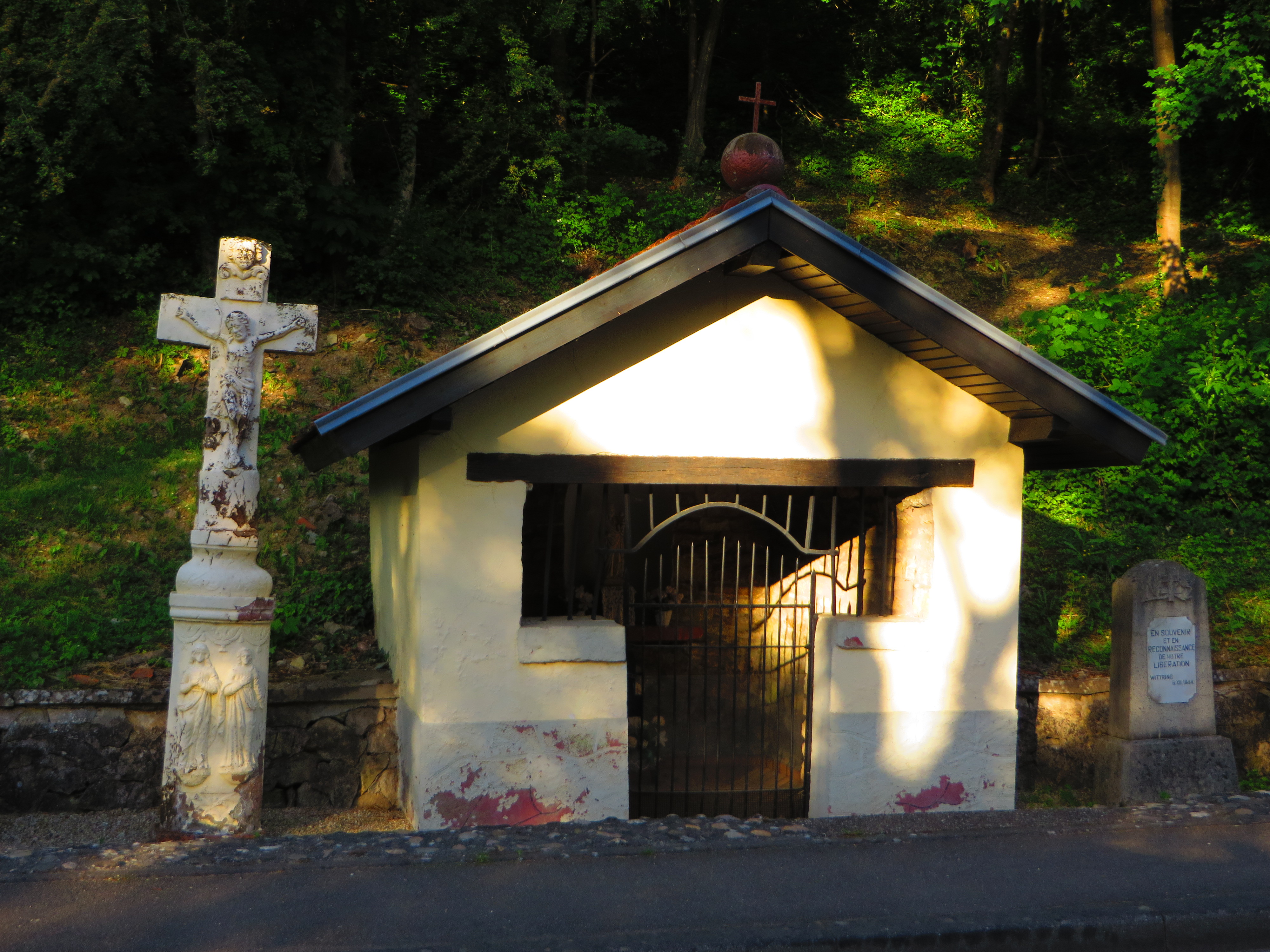
Kapelle Sainte-Anne
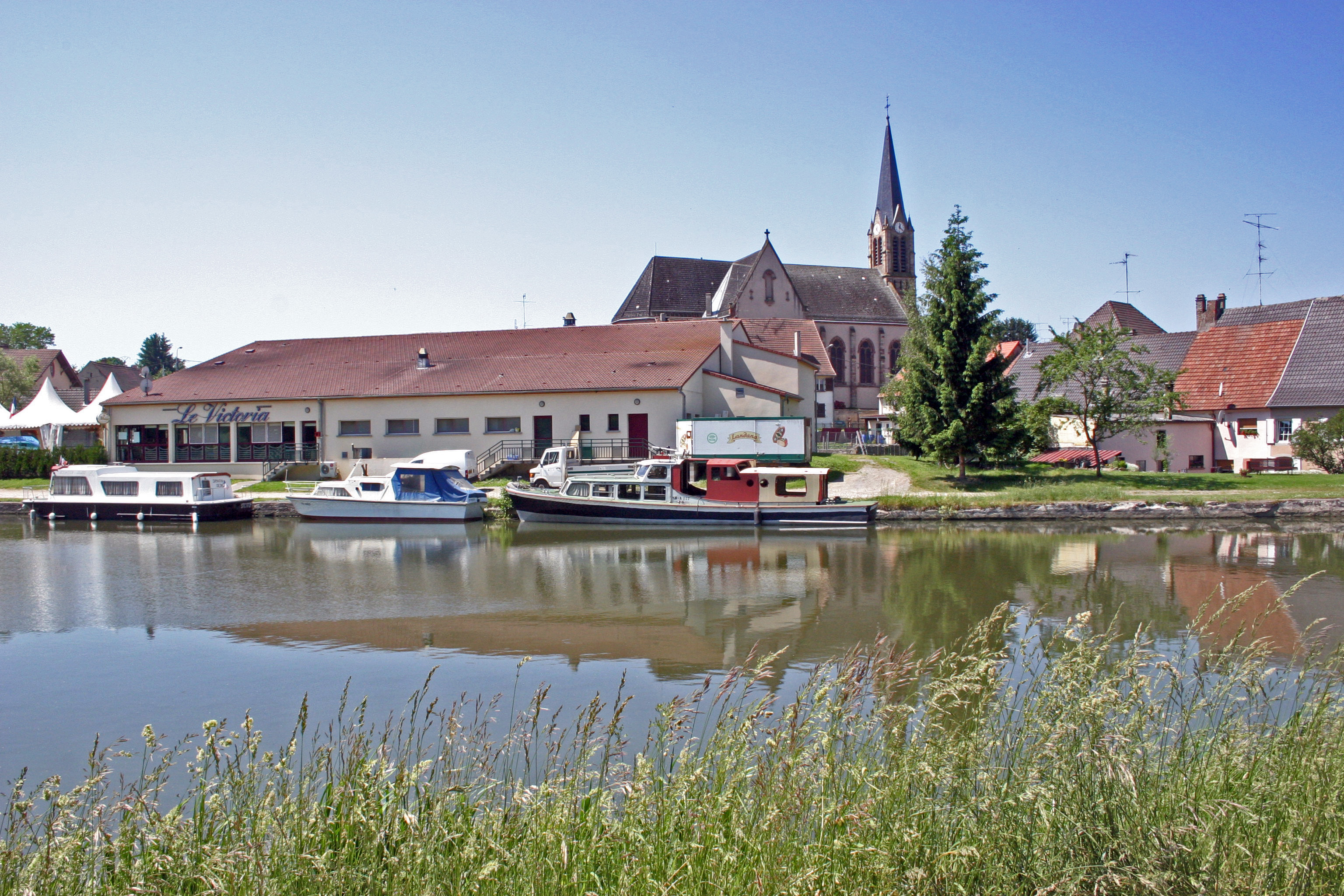
Blick über die Saar nach Wittring

## Wirtschaft
Wittring ist landwirtschaftlich geprägt. Die Hauptfaktoren sind der Anbau von Getreide und Obst, die Kultivierung von Champignons und die Viehzucht.

## Gemeindepartnerschaft
Mit der französischen Gemeinde Cherves-Châtelars im Département Charente besteht eine Partnerschaft.

## Persönlichkeiten

### Söhne und Töchter der Gemeinde
- Jean-Pierre Mourer (1897–1947), kommunistischer und später nationalsozialistischer Politiker

## Belege
1. ↑  Wappenbeschreibung auf genealogie-lorraine.fr (französisch)